# Zaccaria Valaresso
Zaccaria Valaresso (Venezia, 8 giugno 1686 – Venezia, 23 marzo 1769) è stato un letterato italiano.

## Biografia
Nato da una famiglia nobile – i Valaresso appartenevano al patriziato veneto, e il padre Alvise era stato procuratore di San Marco – studiò lettere sotto la guida del padre somasco Stanislao Santinelli. Scrisse libretti per musica e un poema incompiuto su Bajamonte Tiepolo. Fu podestà di Vicenza e componente del Collegio dei Savi.
È rimasto famoso per un’opera dal contenuto parodistico nei confronti della tragedia classica, ossia Rutzvanscad il giovane, arcisopratragichissima tragedia elaborata ad uso del buon gusto de’ grecizzanti compositori, pubblicata nel 1724 sotto lo pseudonimo di Catuffio Panchiano.

## Rutzvanscad il giovane
Il testo si inserisce all’interno della polemica sulla riforma della tragedia che alimentò il dibattito letterario in Italia nella prima metà del Settecento, sulla scia della disputa degli Antichi e dei Moderni. Valaresso rifà il verso all’Ulisse di Domenico Lazzarini, alla Merope di Scipione Maffei, nonché alla produzione tragica di Gian Vincenzo Gravina per sottolineare, in contrasto con il linguaggio artificiosamente aulico dell’Arcadia, la necessità di un nuovo codice espressivo più rispondente alla sensibilità dello spettatore moderno.
È divenuto proverbiale l’explicit dell’opera, anche grazie alla citazione fattane da Leopardi nel Dialogo di un Folletto e di uno Gnomo. Nel finale, il palco rimane vuoto mentre dietro le quinte si svolge una battaglia, finché il suggeritore non esce dalla buca per annunciare la morte di tutti i personaggi del dramma:

## Opere
- Rutzvanscad il giovane, arcisopratragichissima tragedia elaborata ad uso del buon gusto de’ grecizzanti compositori (1724).
- Bajamonte Tiepolo, incompiuta (1769).